# Мемориальный парк (Коломна)
Мемориальный парк — парк в центральной части города Коломны.

## История
Мемориальный парк расположен на месте Петропавловского кладбища.
На территории парка находится Аллея боевой славы Коломенцев, на которой размещены памятники коломенцам-Героям Советского Союза, павшим в годы Великой Отечественной войны. Также в парке размещен памятники: «вечный огонь», матери погибшего солдата и памятник мужеству артиллеристов в Великой Отечественной войны.
Во время Великой Отечественной войны место, где сейчас находится парк, использовалось как место массового захоронения погибших на фронте и умерших в Коломенской центральной больнице. Хоронили целыми грузовиками — большой котлован наполнялся усопшими, после засыпался землёй.

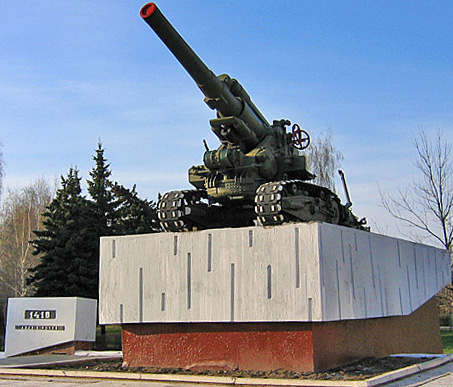
Памятник мужеству артиллеристов
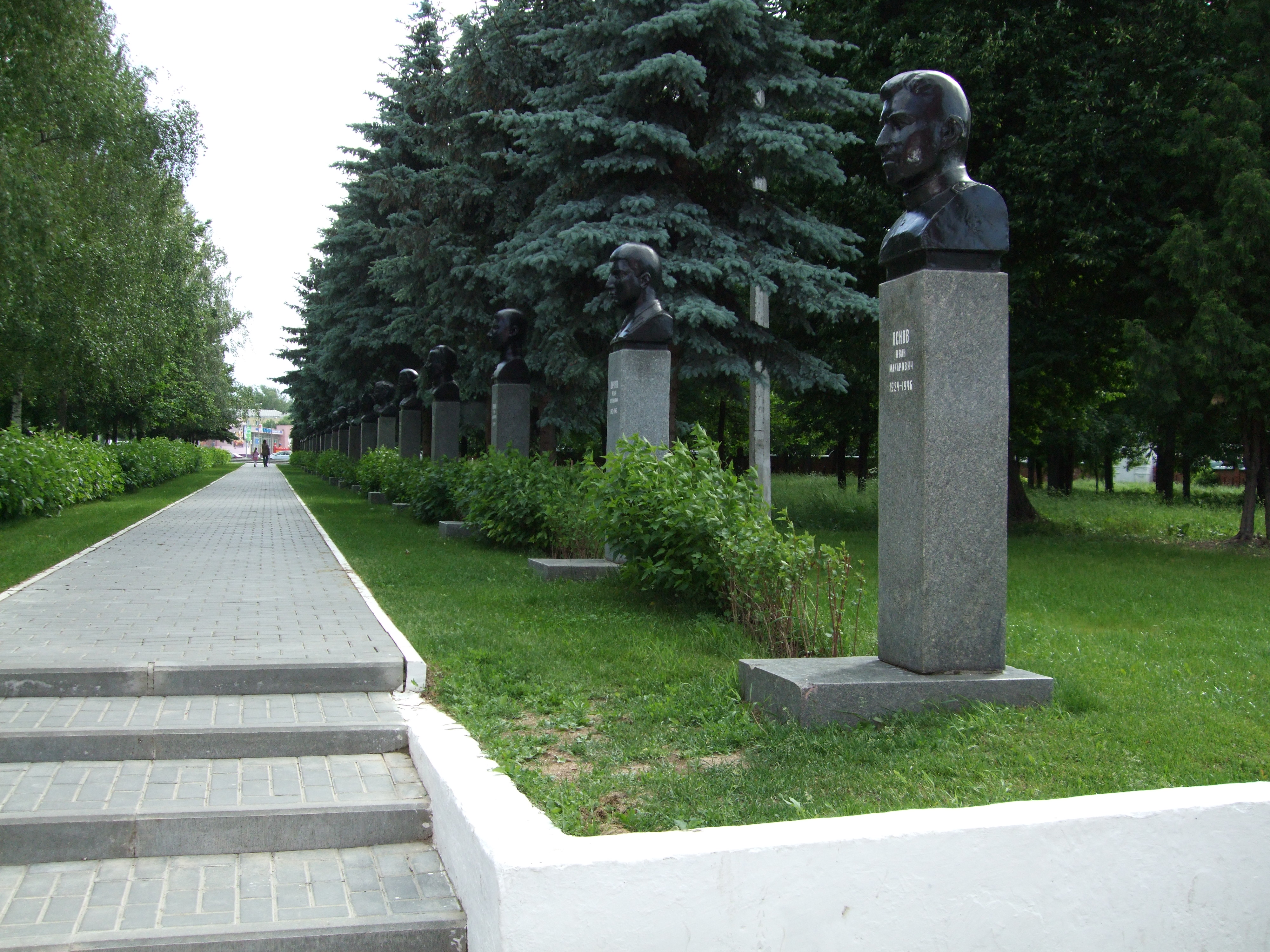
Аллея Памяти коломенцев-Героев Советского Союза